# Gialletti
I gialletti (chiamati anche zaletti, zaleti, zalétt o zaéti principalmente in Veneto e piadòt in Romagna) sono dei biscotti di origine antica e contadina dal caratteristico colore giallo, da cui deriva il loro nome. Vengono preparati principalmente in occasione di alcune feste, tra cui il Martedì Grasso e la Pasqua.

## Origine
La prima testimonianza scritta dei gialletti si trova nella commedia La Buona Moglie scritta da Carlo Goldoni nel 1749: Brighella, servitore del marchese Ottavio, rispondendo in maniera sarcastica a Bettina, moglie di Pasqualino, dice che se questa desidera della pregiata uva fresca di Bologna, allora lui le porterà degli "zaletti col zebibbo", ovvero i gialletti.
Nel 1803, Vincenzo Agnoletti, autore e cuoco romano, menziona i biscotti nel suo libro La nuova cucina economica. Nel 1891 è la volta di Pellegrino Artusi, che nel suo rinomato manuale La scienza in cucina e l'arte di mangiar bene suggeriva alle mamme di prepare i gialletti ai propri figli, fermo restando che questi avrebbero potuto rattristarsi una volta esauriti i biscotti.

## Caratteristiche
Tutte le varietà di gialletti sono accomunate dal loro colore giallo. L'impasto è composto da farina di mais, farina di frumento, uova, burro, zucchero, sale, scorza di limone, vaniglia e uvetta; nella ricetta dell'Artusi si aggiungeva anche il lardo. La ricetta veneta utilizza al posto della scorza di limone quella di arancia e aggiunge un pizzico di lievito (di birra o in polvere). I gialletti sono dei biscotti secchi, hanno una consistenza friabile e sono a forma tipicamente rotonda o leggermente allungata.